# الاحتجاجات التركية 2025
اندلعت سلسلة من المظاهرات العامة في تركيا في 19 مارس/آذار 2025، عقب اعتقال السلطات التركية رئيس بلدية إسطنبول أكرم إمام أوغلو واحتجازه. ومثّلت التجمعات معارضة شعبية واسعة لما وصفه المشاركون بإجراءات قانونية ذات دوافع سياسية ضد المنافس السياسي الرئيسي للرئيس التركي رجب طيب أردوغان.
دعم حزب الشعب الجمهوري (CHP) بشكل رئيسي، بالإضافة إلى العديد من الأحزاب السياسية والمنظمات والجمعيات الأخرى، هذه المظاهرات. ويتظاهر مئات الآلاف في معظم مدن تركيا (وخاصة في إسطنبول وأنقرة وإزمير)، وكان أكبر حشد أمام مقر بلدية إسطنبول الكبرى. ويلعب طلاب الجامعات دورًا رئيسيًا في هذه الاحتجاجات.

## الخلفية
أكرم إمام أوغلو، سياسي يبلغ من العمر 54 عامًا من حزب الشعب الجمهوري (CHP)، شغل منصب عمدة إسطنبول منذ عام 2019. حقق إمام أوغلو انتصارات انتخابية ملحوظة ضد حلفاء الرئيس التركي رجب طيب أردوغان في كل من الانتخابات البلدية لعامي 2019 و2024، والتي ضمن خلالها حزب الشعب الجمهوري السيطرة على معظم المدن التركية الكبرى. تم تفسير هذه الانتصارات على نطاق واسع على أنها تحديات كبيرة لهيمنة أردوغان السياسية.
في الأشهر التي سبقت احتجازه، كثف إمام أوغلو انتقاداته لإدارة الرئيس أردوغان، مما أدى إلى اتخاذ العديد من الإجراءات القانونية ضده. في 19 مارس 2025، اعتقلت السلطات التركية إمام أوغلو بتهم شملت الفساد وتقديم المساعدة لحزب العمال الكردستاني (PKK)، وهي منظمة صنفتها تركيا وحلفاؤها الغربيون على أنها "إرهابية". كما اتُهم حوالي 100 فرد، بمن فيهم صحفيون ورجال أعمال، بأنشطة إجرامية مزعومة مرتبطة بعقود بلدية. وشملت التهم قيادة منظمة إجرامية وقبول رشاوى والتلاعب في عمليات العطاءات. ألغت جامعة إسطنبول الدرجة الأكاديمية لإمام أوغلو، مما قد يمنعه من المشاركة في الانتخابات الرئاسية المستقبلية إذا تم تأييدها.

## المظاهرات

### 19 مارس
وصف زعيم حزب الشعب الجمهوري، أوزغور أوزيل، الاعتقال بأنه "محاولة انقلاب ضد الرئيس القادم" وحثّ جماعات المعارضة على التوحد ردًا على ذلك. في غضون ساعات من اعتقال العمدة، تجمع أكثر من مائة متظاهر بالقرب من مقر شرطة إسطنبول المركزي، حيث نُقل إمام أوغلو بعد اعتقاله. أعرب المتظاهرون عن دعمهم الصريح للعمدة المعتقل، مرددين شعارات مناهضة للحكومة وأردوغان. وصف المتظاهرون الاعتقال بأنه هجوم على العمليات والمؤسسات الديمقراطية التركية ، ووصفه البعض بأنه " انقلاب ضد إمام أوغلو"، مؤكدين أن إمام أوغلو "هزم أردوغان أربع مرات في صناديق الاقتراع" من خلال عمليات ديمقراطية شرعية. أعرب متظاهرون آخرون عن اعتقادهم بأن الاعتقال سيعزز في النهاية الدعم الشعبي لإمام أوغلو، حيث توقع الكثيرون الاعتقال وتعهدوا بمواصلة المظاهرات حتى يتم إلغاء القرار. وكان عمال البلدية من بين المشاركين في المظاهرات. تجمع عشرات الآلاف من المتظاهرين حول مكاتب بلدية إسطنبول، وألقى أوزيل بيانات على الحشد حثّهم فيها على مواصلة دعم إمام أوغلو، واصفًا إياه بـ"الرئيس المستقبلي لتركيا". وحثّت ديليك إمام أوغلو، زوجة أكرم إمام أوغلو، أنصار المعارضة على "رفع أصواتهم"، قائلةً: "اليوم الذي تُقرر فيه الحكومة معارضيها هو اليوم الذي تموت فيه الديمقراطية".